# ATP Challenger Series 1981
L'ATP Challenger Series è il secondo livello di tornei per professionisti organizzata dall'ATP. Il circuito prevede tornei con un montepremi che può variare da 25.000 a 150.000 dollari.

## Calendario

### Gennaio
| Settimana  | Torneo                                                                           | Vincitore                            | Finalista                        | Semifinalisti                | Eliminati ai quarti                                   |
| ---------- | -------------------------------------------------------------------------------- | ------------------------------------ | -------------------------------- | ---------------------------- | ----------------------------------------------------- |
| 12 gennaio | Perth Challenger Perth, Australia Erba €42.500+H Singolare - Doppio              | John Fitzgerald 6–2, 6–2             | Syd Ball                         | Colin Dibley Eddie Edwards   | Maurice Hunter John James Brad Drewett Brad Guan      |
| 12 gennaio | Perth Challenger Perth, Australia Erba €42.500+H Singolare - Doppio              | Syd Ball Cliff Letcher 3–6, 7–6, 8–6 | Colin Dibley John James          | Colin Dibley Eddie Edwards   | Maurice Hunter John James Brad Drewett Brad Guan      |
| 19 gennaio | São Paulo Challenger San Paolo, Brasile Terra rossa €42.500+H Singolare - Doppio | Carlos Kirmayr 6–4, 6–2              | Ricardo Cano                     | Ilie Năstase Kjell Johansson | Eddie Dibbs Ángel Giménez Éric Deblicker Bill Scanlon |
| 19 gennaio | São Paulo Challenger San Paolo, Brasile Terra rossa €42.500+H Singolare - Doppio | David Carter Paul Kronk 6–1, 7–6     | Ángel Giménez Jairo Velasco, Sr. | Ilie Năstase Kjell Johansson | Eddie Dibbs Ángel Giménez Éric Deblicker Bill Scanlon |

### Febbraio
| Settimana   | Torneo                                                                                         | Vincitore                                     | Finalista                    | Semifinalisti                 | Eliminati ai quarti                                                   |
| ----------- | ---------------------------------------------------------------------------------------------- | --------------------------------------------- | ---------------------------- | ----------------------------- | --------------------------------------------------------------------- |
| 23 febbraio | Ogun Challenger Ogun, Nigeria Terra rossa €42.500+H Singolare - Doppio                         | Craig Wittus 2–6, 6–3, 6–0                    | Mark Vines                   | Steve Docherty Ian Harris     | Robert Reininger Romanus Chuks Nwazu Filip Krajcik Gianluca Rinaldini |
| 23 febbraio | Ogun Challenger Ogun, Nigeria Terra rossa €42.500+H Singolare - Doppio                         | Ian Harris Craig Wittus 7–6, 7–6              | Guy Fritz Harry Fritz        | Steve Docherty Ian Harris     | Robert Reininger Romanus Chuks Nwazu Filip Krajcik Gianluca Rinaldini |
| 23 febbraio | Rio de la Plata Challenger Río de la Plata, Argentina Terra rossa €42.500+H Singolare - Doppio | Eric Fromm 6–2, 6–1                           | Fernando Dalla-Fontana       | Gabriel Urpi Roberto Argüello | Juan Núñez Ramiro Benavides Diego Pérez Carlos Landó                  |
| 23 febbraio | Rio de la Plata Challenger Río de la Plata, Argentina Terra rossa €42.500+H Singolare - Doppio | Roberto Carruthers Carlos Landó 0–6, 6–1, 6–3 | Charles Strode Morris Strode | Gabriel Urpi Roberto Argüello | Juan Núñez Ramiro Benavides Diego Pérez Carlos Landó                  |

### Marzo
| Settimana | Torneo                                                                           | Vincitore                                 | Finalista                      | Semifinalisti                            | Eliminati ai quarti                                         |
| --------- | -------------------------------------------------------------------------------- | ----------------------------------------- | ------------------------------ | ---------------------------------------- | ----------------------------------------------------------- |
| 2 marzo   | Lagos Open Lagos, Nigeria Cemento €42.500+H Singolare - Doppio                   | Larry Stefanki 5–7, 6–3, 6–0              | Peter Feigl                    | Marco Bellini Robert Reininger           | Craig Wittus Gilles Moretton Marzio Miloro Patrizio Parrini |
| 2 marzo   | Lagos Open Lagos, Nigeria Cemento €42.500+H Singolare - Doppio                   | Bruce Kleege Larry Stefanki 6–2, 3–6, 6–3 | Ian Harris Craig Wittus        | Marco Bellini Robert Reininger           | Craig Wittus Gilles Moretton Marzio Miloro Patrizio Parrini |
| 9 marzo   | Kaduna Challenger Kaduna, Nigeria Terra rossa €42.500+H Singolare - Doppio       | Gianluca Rinaldini 6–3, 6–4               | Gerald Mild                    | Massimo Grassotti Famiano Meneschincheri | Bruce Kleege Patrizio Parrini Frank Lapre Marzio Miloro     |
| 9 marzo   | Kaduna Challenger Kaduna, Nigeria Terra rossa €42.500+H Singolare - Doppio       | Junie Chatman Mark Vines 6–1, 6–2         | Ian Harris Craig Wittus        | Massimo Grassotti Famiano Meneschincheri | Bruce Kleege Patrizio Parrini Frank Lapre Marzio Miloro     |
| 30 marzo  | Barcelona Challenger Barcellona, Spagna Terra rossa €42.500+H Singolare - Doppio | Ulrich Pinner 6–3, 6–1                    | Miguel Mir                     | Bernard Fritz Jairo Velasco, Sr.         | Mats Wilander Joakim Nyström Sergio Casal Werner Zirngibl   |
| 30 marzo  | Barcelona Challenger Barcellona, Spagna Terra rossa €42.500+H Singolare - Doppio | Junie Chatman Marko Ostoja 6–4, 7–5       | Francisco González Derek Segal | Bernard Fritz Jairo Velasco, Sr.         | Mats Wilander Joakim Nyström Sergio Casal Werner Zirngibl   |

### Aprile
| Settimana | Torneo                                                                                       | Vincitore                                  | Finalista                          | Semifinalisti                   | Eliminati ai quarti                                                |
| --------- | -------------------------------------------------------------------------------------------- | ------------------------------------------ | ---------------------------------- | ------------------------------- | ------------------------------------------------------------------ |
| 6 aprile  | Kyoto Challenger Kyoto, Giappone Terra rossa $25.000 Singolare - Doppio                      | Ron Hightower 7–5, 7–6                     | Matt Doyle                         | Russell Simpson Dave Siegler    | Damir Keretić Syd Ball Mike Cahill James Delaney                   |
| 6 aprile  | Kyoto Challenger Kyoto, Giappone Terra rossa $25.000 Singolare - Doppio                      | Matt Mitchell Will Maze 7–6, 6–3           | Bruce Kleege Dave Siegler          | Russell Simpson Dave Siegler    | Damir Keretić Syd Ball Mike Cahill James Delaney                   |
| 13 aprile | Barcelona Challenger 2 Barcellona, Spagna Terra rossa €42.500+H Singolare - Doppio           | Diego Pérez 6–4, 3–6, 6–2                  | Fernando Maynetto                  | Jérôme Potier Christoph Zipf    | Jairo Velasco, Sr. Trevor Allan Patrick Proisy Claudio Panatta     |
| 13 aprile | Barcelona Challenger 2 Barcellona, Spagna Terra rossa €42.500+H Singolare - Doppio           | Tim Garcia Bruce Nichols 6–4, 6–4          | Gianni Marchetti Enzo Vattuone     | Jérôme Potier Christoph Zipf    | Jairo Velasco, Sr. Trevor Allan Patrick Proisy Claudio Panatta     |
| 13 aprile | Curitiba Challenger Curitiba, Brasile Terra rossa €42.500+H Singolare - Doppio               | Carlos Kirmayr 6–1, 6–1                    | Alejandro Ganzábal                 | Belus Prajoux Javier Restrepo   | Ivan Kley Alejandro Cerundolo José Luis Damiani Thomas Stalhandske |
| 13 aprile | Curitiba Challenger Curitiba, Brasile Terra rossa €42.500+H Singolare - Doppio               | Carlos Kirmayr Cássio Motta 7–6, 6–4       | José Luis Damiani Thomaz Koch      | Belus Prajoux Javier Restrepo   | Ivan Kley Alejandro Cerundolo José Luis Damiani Thomas Stalhandske |
| 13 aprile | San Luis Potosí Challenger San Luis Potosí, Messico Terra rossa €42.500+H Singolare - Doppio | Rick Fagel 7–6, 6–1                        | Steve Meister                      | Brad Drewett Roberto Chavez     | Ian Harris Octavio Martinez Nial Brash Egan Adams                  |
| 13 aprile | San Luis Potosí Challenger San Luis Potosí, Messico Terra rossa €42.500+H Singolare - Doppio | Brad Drewett George Hardie 5–7, 6–3, 7–6   | Rich Andrews Kevin Cook            | Brad Drewett Roberto Chavez     | Ian Harris Octavio Martinez Nial Brash Egan Adams                  |
| 20 aprile | Tokyo Challenger Tokyo, Giappone Terra rossa $25.000 Singolare - Doppio                      | John Fitzgerald 6–2, 6–3                   | Roland Stadler                     | Gianluca Rinaldini Mike Cahill  | Bruce Kleege Matt Doyle James Delaney Billy Martin                 |
| 20 aprile | Tokyo Challenger Tokyo, Giappone Terra rossa $25.000 Singolare - Doppio                      | John Fitzgerald Wayne Pascoe 6–1, 7–6      | Cliff Letcher Warren Maher         | Gianluca Rinaldini Mike Cahill  | Bruce Kleege Matt Doyle James Delaney Billy Martin                 |
| 27 aprile | Berlin Challenger Berlino, Germania Terra rossa $75.000 Singolare - Doppio                   | Werner Zirngibl 6–3, 7–6                   | Erick Iskersky                     | Andreas Maurer Wolfgang Popp    | Pavel Hutka Fernando Maynetto Jérôme Potier Ulrich Marten          |
| 27 aprile | Berlin Challenger Berlino, Germania Terra rossa $75.000 Singolare - Doppio                   | Andreas Maurer Wolfgang Popp 4–6, 6–3, 6–0 | Tim Garcia Fernando Maynetto       | Andreas Maurer Wolfgang Popp    | Pavel Hutka Fernando Maynetto Jérôme Potier Ulrich Marten          |
| 27 aprile | Nagoya Challenger Nagoya, Giappone Cemento $25.000 Singolare - Doppio                        | Russell Simpson 6–3, 3–6, 6–3              | Charlie Fancutt                    | Mike Gandolfo James Delaney     | Larry Davidson Matt Doyle Matt Mitchell Warren Maher               |
| 27 aprile | Nagoya Challenger Nagoya, Giappone Cemento $25.000 Singolare - Doppio                        | Billy Martin Russell Simpson 7–6, 6–2      | Matt Mitchell Will Maze            | Mike Gandolfo James Delaney     | Larry Davidson Matt Doyle Matt Mitchell Warren Maher               |
| 27 aprile | Parioli Challenger Roma, Italia Terra rossa $100.000 Singolare - Doppio                      | Alejandro Pierola 6–4, 3–6, 6–4            | Corrado Barazzutti                 | Marko Ostoja Alejandro Ganzábal | Miguel Mir Henri Leconte Claudio Panatta Florin Segărceanu         |
| 27 aprile | Parioli Challenger Roma, Italia Terra rossa $100.000 Singolare - Doppio                      | Henri Leconte Gilles Moretton 6–4, 6–3     | Florin Segărceanu Ben Testerman    | Marko Ostoja Alejandro Ganzábal | Miguel Mir Henri Leconte Claudio Panatta Florin Segărceanu         |
| 27 aprile | West Worthing Challenger West Worthing, Gran Bretagna Terra rossa $25.000 Singolare - Doppio | John Feaver 4–6, 7–5, 6–3                  | Jonathan Smith                     | Raymond Moore Andrew Jarrett    | Richard Lewis Danie Visser Tony Graham Deon Joubert                |
| 27 aprile | West Worthing Challenger West Worthing, Gran Bretagna Terra rossa $25.000 Singolare - Doppio | Chris Johnstone Chris Lewis 6–2, 6–3       | Rory Chappell Schalk van der Merwe | Raymond Moore Andrew Jarrett    | Richard Lewis Danie Visser Tony Graham Deon Joubert                |

### Maggio
| Settimana | Torneo                                                                               | Vincitore                                      | Finalista                                 | Semifinalisti                      | Eliminati ai quarti                                                     |
| --------- | ------------------------------------------------------------------------------------ | ---------------------------------------------- | ----------------------------------------- | ---------------------------------- | ----------------------------------------------------------------------- |
| 4 maggio  | Chichester Challenger Chichester, Gran Bretagna Erba $25.000 Singolare - Doppio      | Steve Krulevitz 3–6, 6–3, 6–3                  | Mark Vines                                | Jan Gunnarsson David Schneider     | Raymond Moore Deon Joubert Tony Graham Chris Johnstone                  |
| 4 maggio  | Chichester Challenger Chichester, Gran Bretagna Erba $25.000 Singolare - Doppio      | Martin Davis Chris Dunk 7–6, 6–1               | Andrew Jarrett Jonathan Smith             | Jan Gunnarsson David Schneider     | Raymond Moore Deon Joubert Tony Graham Chris Johnstone                  |
| 4 maggio  | Galatina Challenger Galatina, Italia Terra rossa $100.000 Singolare - Doppio         | Werner Zirngibl 7–6, 7–5                       | Hans Simonsson                            | Roberto Argüello Alejandro Pierola | Fernando Dalla-Fontana Ramiro Benavides Christophe Casa Carlos Gattiker |
| 4 maggio  | Galatina Challenger Galatina, Italia Terra rossa $100.000 Singolare - Doppio         | Carlos Gattiker Patrizio Parrini 6–4, 5–7, 7–5 | Roberto Carruthers Fernando Dalla-Fontana | Roberto Argüello Alejandro Pierola | Fernando Dalla-Fontana Ramiro Benavides Christophe Casa Carlos Gattiker |
| 6 maggio  | Mexicali Challenger Mexicali, Messico Cemento €42.500+H Singolare - Doppio           | James Delaney 6–3, 5–7, 7–5                    | Ross Case                                 | Lloyd Bourne Anand Amritraj        | Matt Mitchell George Hardie João Soares Erik van Dillen                 |
| 6 maggio  | Mexicali Challenger Mexicali, Messico Cemento €42.500+H Singolare - Doppio           | Syd Ball Ross Case 6–3, 6–3                    | John James Sashi Menon                    | Lloyd Bourne Anand Amritraj        | Matt Mitchell George Hardie João Soares Erik van Dillen                 |
| 11 maggio | Guadalajara Challenger Guadalajara, Messico Terra rossa €42.500+H Singolare - Doppio | João Soares 6–4, 7–5                           | Matt Anger                                | Ross Case Glen Holroyd             | Scott Kidd Lloyd Bourne George Hardie Anand Amritraj                    |
| 11 maggio | Guadalajara Challenger Guadalajara, Messico Terra rossa €42.500+H Singolare - Doppio | Glen Holroyd Eric Sherbeck 6–7, 6–4, 7–6       | Bruce Kleege Andy Kohlberg                | Ross Case Glen Holroyd             | Scott Kidd Lloyd Bourne George Hardie Anand Amritraj                    |

### Giugno
| Settimana | Torneo                                                                      | Vincitore                                    | Finalista                        | Semifinalisti                  | Eliminati ai quarti                                                |
| --------- | --------------------------------------------------------------------------- | -------------------------------------------- | -------------------------------- | ------------------------------ | ------------------------------------------------------------------ |
| 1º giugno | Napoli Challenger Napoli, Italia Terra rossa $100.000 Singolare - Doppio    | Damir Keretić 4–6, 6–2, 6–2                  | Gustavo Guerrero                 | Jérôme Potier Roberto Argüello | Christoph Zipf Gianluca Rinaldini Roland Stadler Christophe Casa   |
| 1º giugno | Napoli Challenger Napoli, Italia Terra rossa $100.000 Singolare - Doppio    | Ricardo Acuña Ramiro Benavides 6–1, 6–1      | Alejandro Pierola Ricardo Rivera | Jérôme Potier Roberto Argüello | Christoph Zipf Gianluca Rinaldini Roland Stadler Christophe Casa   |
| 1º giugno | Cuneo Challenger Cuneo, Italia Terra rossa $100.000 Singolare - Doppio      | Juan Avendaño 7–5, 6–3                       | Roberto Vizcaíno                 | Sergio Casal Mario Martinez    | Guillermo Aubone Gianni Marchetti Carlos Gattiker Ramiro Benavides |
| 1º giugno | Cuneo Challenger Cuneo, Italia Terra rossa $100.000 Singolare - Doppio      | Guillermo Aubone Ricardo Cano 7–6, 7–5       | Ricardo Acuña Ramiro Benavides   | Sergio Casal Mario Martinez    | Guillermo Aubone Gianni Marchetti Carlos Gattiker Ramiro Benavides |
| 22 giugno | Torino Challenger Torino, Italia Terra rossa $100.000 Singolare - Doppio    | Pablo Arraya 6–4, 3–6, 6–3                   | Stefan Simonsson                 | Jaime Fillol Sergio Casal      | Claudio Panatta Derek Tarr Jim Gurfein Blaine Willenborg           |
| 22 giugno | Torino Challenger Torino, Italia Terra rossa $100.000 Singolare - Doppio    | Lloyd Bourne Blaine Willenborg 5–7, 6–4, 6–2 | Jaime Fillol Željko Franulović   | Jaime Fillol Sergio Casal      | Claudio Panatta Derek Tarr Jim Gurfein Blaine Willenborg           |
| 30 giugno | Travemunde Open Travemünde, Germania Terra rossa $75.000 Singolare - Doppio | Ulrich Pinner 6–4, 4–6, 6–3                  | Peter Elter                      | Werner Zirngibl Warren Maher   | Andreas Maurer Zoltán Kuhárszky David Mustard Damir Keretić        |
| 30 giugno | Travemunde Open Travemünde, Germania Terra rossa $75.000 Singolare - Doppio | Brad Guan Wayne Hampson 6–3, 6–4             | Bruce Derlin David Mustard       | Werner Zirngibl Warren Maher   | Andreas Maurer Zoltán Kuhárszky David Mustard Damir Keretić        |

### Luglio
| Settimana | Torneo                                                                                     | Vincitore                                         | Finalista                           | Semifinalisti                    | Eliminati ai quarti                                             |
| --------- | ------------------------------------------------------------------------------------------ | ------------------------------------------------- | ----------------------------------- | -------------------------------- | --------------------------------------------------------------- |
| 6 luglio  | Essen Challenger Essen, Germania Terra rossa $75.000 Singolare - Doppio                    | Chris Johnstone 7–5, 7–6                          | Andreas Maurer                      | Roberto Vizcaíno Helmut Beermann | Jan Gunnarsson Cliff Letcher Guillermo Aubone Alejandro Pierola |
| 6 luglio  | Essen Challenger Essen, Germania Terra rossa $75.000 Singolare - Doppio                    | Jan Gunnarsson Stefan Svensson 6–1, 6–1           | Ernie Ewert Damir Keretić           | Roberto Vizcaíno Helmut Beermann | Jan Gunnarsson Cliff Letcher Guillermo Aubone Alejandro Pierola |
| 6 luglio  | Sanremo Challenger Sanremo, Italia Terra rossa $100.000 Singolare - Doppio                 | Corrado Barazzutti 7–5, 6–0                       | Ilie Năstase                        | Jim Gurfein Pablo Arraya         | Jérôme Vanier Raúl Viver Gianni Marchetti Fabio Moscino         |
| 6 luglio  | Sanremo Challenger Sanremo, Italia Terra rossa $100.000 Singolare - Doppio                 | Bob Berger Blaine Willenborg 7–6, 6–3             | Luca Bottazzi Francesco Cancellotti | Jim Gurfein Pablo Arraya         | Jérôme Vanier Raúl Viver Gianni Marchetti Fabio Moscino         |
| 12 luglio | La Spezia Challenger La Spezia, Italia Terra rossa $100.000 Singolare - Doppio             | Adriano Panatta 6–2, 6–0                          | Željko Franulović                   | John Feaver Pablo Arraya         | Jérôme Vanier Scott Lipton Javier Restrepo Ferrante Rocchi      |
| 12 luglio | La Spezia Challenger La Spezia, Italia Terra rossa $100.000 Singolare - Doppio             | Željko Franulović Adriano Panatta 6–2, 6–4        | Gianni Marchetti Enzo Vattuone      | John Feaver Pablo Arraya         | Jérôme Vanier Scott Lipton Javier Restrepo Ferrante Rocchi      |
| 27 luglio | Rio de Janeiro Challenger Rio de Janeiro, Brasile Terra rossa €42.500+H Singolare - Doppio | Júlio Góes 6–3, 6–3                               | Pablo Arraya                        | Carlos Kirmayr Gustavo Tiberti   | Carlos Gattiker Guillermo Aubone Bruce Kleege Ney Keller        |
| 27 luglio | Rio de Janeiro Challenger Rio de Janeiro, Brasile Terra rossa €42.500+H Singolare - Doppio | Givaldo Barbosa João Soares 6–4, 6–3              | Guillermo Aubone Carlos Landó       | Carlos Kirmayr Gustavo Tiberti   | Carlos Gattiker Guillermo Aubone Bruce Kleege Ney Keller        |
| 27 luglio | Zell Am See Challenger Zell am See, Austria Terra rossa €42.500+H Singolare - Doppio       | Fernando Luna 6–4, 6–2                            | Jiří Hřebec                         | Wayne Hampson Anders Järryd      | Pavel Hutka Roland Stadler Gerald Mild Ramiro Benavides         |
| 27 luglio | Zell Am See Challenger Zell am See, Austria Terra rossa €42.500+H Singolare - Doppio       | Ricardo Acuña Ramiro Benavides 6–7, 7–6, 7–6, 7–5 | Wayne Hampson Chris Johnstone       | Wayne Hampson Anders Järryd      | Pavel Hutka Roland Stadler Gerald Mild Ramiro Benavides         |

### Agosto
| Settimana | Torneo                                                                                            | Vincitore                                    | Finalista                          | Semifinalisti                      | Eliminati ai quarti                                                |
| --------- | ------------------------------------------------------------------------------------------------- | -------------------------------------------- | ---------------------------------- | ---------------------------------- | ------------------------------------------------------------------ |
| 3 agosto  | Bara Challenger Roda de Berà, Spagna Terra rossa $75.000 Singolare - Doppio                       | Bruce Derlin 7–6, 6–3                        | Richard Lewis                      | Junie Chatman Gonzalo Nunez        | Cary Stansbury Zoltán Kuhárszky Blaine Willenborg Roberto Vizcaíno |
| 3 agosto  | Bara Challenger Roda de Berà, Spagna Terra rossa $75.000 Singolare - Doppio                       | Jiří Hřebec Pavel Hutka 7–5, 4–6, 9–7        | Ángel Giménez Jairo Velasco, Sr.   | Junie Chatman Gonzalo Nunez        | Cary Stansbury Zoltán Kuhárszky Blaine Willenborg Roberto Vizcaíno |
| 3 agosto  | Ostend Challenger Ostenda, Belgio Terra rossa $75.000 Singolare - Doppio                          | Jérôme Potier 6–2, 6–2                       | Miloslav Lacek                     | Trevor Allan Hans-Peter Kandler    | Anders Järryd Éric Deblicker Stefan Svensson Jiří Granát           |
| 3 agosto  | Ostend Challenger Ostenda, Belgio Terra rossa $75.000 Singolare - Doppio                          | John Feaver Chris Johnstone 6–4, 6–4         | Cliff Letcher Warren Maher         | Trevor Allan Hans-Peter Kandler    | Anders Järryd Éric Deblicker Stefan Svensson Jiří Granát           |
| 3 agosto  | Porto Alegre Challenger Porto Alegre, Brasile Terra rossa €42.500+H Singolare - Doppio            | Carlos Kirmayr 7–6, 6–3                      | Júlio Góes                         | Roberto Argüello Gustavo Tiberti   | Guillermo Aubone Givaldo Barbosa Ney Keller Bruce Kleege           |
| 3 agosto  | Porto Alegre Challenger Porto Alegre, Brasile Terra rossa €42.500+H Singolare - Doppio            | Torneo di doppio non disputato               |                                    | Roberto Argüello Gustavo Tiberti   | Guillermo Aubone Givaldo Barbosa Ney Keller Bruce Kleege           |
| 3 agosto  | San Benedetto Challenger San Benedetto del Tronto, Italia Terra rossa $100.000 Singolare - Doppio | Adriano Panatta 6–3, 6–2                     | Corrado Barazzutti                 | Paolo Bertolucci Željko Franulović | Ferrante Rocchi Gianni Marchetti Antonio Zugarelli Pavel Hutka     |
| 3 agosto  | San Benedetto Challenger San Benedetto del Tronto, Italia Terra rossa $100.000 Singolare - Doppio | Paolo Bertolucci Adriano Panatta 6–4, 6–3    | Marco Alciati Mike Barr            | Paolo Bertolucci Željko Franulović | Ferrante Rocchi Gianni Marchetti Antonio Zugarelli Pavel Hutka     |
| 10 agosto | Brasilia Challenger Brasilia, Brasile Terra rossa €42.500+H Singolare - Doppio                    | Pablo Arraya 6–3, 3–6, 6–4                   | Thomaz Koch                        | Ricardo Rivera Alejandro Gattiker  | Marcos Hocevar Bruce Kleege João Soares Thomas Stalhandske         |
| 10 agosto | Brasilia Challenger Brasilia, Brasile Terra rossa €42.500+H Singolare - Doppio                    | Givaldo Barbosa João Soares W/O              | Carlos Gattiker Alejandro Gattiker | Ricardo Rivera Alejandro Gattiker  | Marcos Hocevar Bruce Kleege João Soares Thomas Stalhandske         |
| 10 agosto | Royan Challenger Royan, Francia Terra rossa $75.000 Singolare - Doppio                            | Jaroslav Navrátil 6–1, 6–4, 6–3              | Jan Gunnarsson                     | Georges Goven Haroon Ismail        | Anders Järryd Peter Doohan Jérôme Vanier Erick Iskersky            |
| 10 agosto | Royan Challenger Royan, Francia Terra rossa $75.000 Singolare - Doppio                            | Cliff Letcher Warren Maher 7–5, 7–5          | Anders Järryd Stefan Simonsson     | Georges Goven Haroon Ismail        | Anders Järryd Peter Doohan Jérôme Vanier Erick Iskersky            |
| 10 agosto | Tarragona Challenger Tarragona, Spagna Terra rossa $75.000 Singolare - Doppio                     | Jairo Velasco, Sr. 6–4, 6–2                  | Eduardo Osta                       | Jiří Hřebec Gustavo Tiberti        | Vittorio Magnelli Carlos Castellan Gabriel Urpi Pavel Hutka        |
| 10 agosto | Tarragona Challenger Tarragona, Spagna Terra rossa $75.000 Singolare - Doppio                     | Zoltán Kuhárszky Richard Lewis 6–2, 3–6, 6–3 | Robbie Venter Blaine Willenborg    | Jiří Hřebec Gustavo Tiberti        | Vittorio Magnelli Carlos Castellan Gabriel Urpi Pavel Hutka        |
| 17 agosto | Le Touquet Challenger Le Touquet, Francia Terra rossa $75.000 Singolare - Doppio                  | Stefan Simonsson 6–2, 6–1, 7–5               | Georges Goven                      | Jiří Granát Jérôme Vanier          | Harald Theissen Haroon Ismail Éric Deblicker Patrice Kuchna        |
| 17 agosto | Le Touquet Challenger Le Touquet, Francia Terra rossa $75.000 Singolare - Doppio                  | Anders Järryd Stefan Simonsson 7–5, 7–5      | Libor Pimek Miloslav Lacek         | Jiří Granát Jérôme Vanier          | Harald Theissen Haroon Ismail Éric Deblicker Patrice Kuchna        |
| 23 agosto | Brussels Challenger Bruxelles, Belgio Terra rossa $75.000 Singolare - Doppio                      | Georges Goven 6–7, 7–6, 6–3                  | Erick Iskersky                     | Mike Myburg Thierry Stevaux        | Jaroslav Navrátil Christophe Casa Franco Merlone Stefan Svensson   |
| 23 agosto | Brussels Challenger Bruxelles, Belgio Terra rossa $75.000 Singolare - Doppio                      | Bernard Boileau Alain Brichant 7–5, 6–2      | Mike Myburg Frank Punčec           | Mike Myburg Thierry Stevaux        | Jaroslav Navrátil Christophe Casa Franco Merlone Stefan Svensson   |
| 24 agosto | Reus Challenger Reus, Spagna Terra rossa $75.000 Singolare - Doppio                               | Jean-François Caujolle 7–6, 6–0              | Alejandro Pierola                  | Bruce Derlin Gabriel Urpi          | Joe Ragland Eduardo Osta Junie Chatman Sergio Casal                |
| 24 agosto | Reus Challenger Reus, Spagna Terra rossa $75.000 Singolare - Doppio                               | Egan Adams Robbie Venter 6–7, 6–4, 6–4       | Junie Chatman Bruce Derlin         | Bruce Derlin Gabriel Urpi          | Joe Ragland Eduardo Osta Junie Chatman Sergio Casal                |

### Settembre
| Settimana    | Torneo                                                                        | Vincitore                                     | Finalista                          | Semifinalisti                   | Eliminati ai quarti                                                  |
| ------------ | ----------------------------------------------------------------------------- | --------------------------------------------- | ---------------------------------- | ------------------------------- | -------------------------------------------------------------------- |
| 7 settembre  | Bari Challenger Bari, Italia Terra rossa $100.000 Singolare - Doppio          | Zoltán Kuhárszky 6–4, 6–0                     | Paolo Bertolucci                   | Alejandro Pierola Robbie Venter | Vittorio Magnelli Franco Merlone Gianluca Rinaldini Huub van Boeckel |
| 7 settembre  | Bari Challenger Bari, Italia Terra rossa $100.000 Singolare - Doppio          | Ian Harris Belus Prajoux 6–4, 6–2             | Gianni Marchetti Alejandro Pierola | Alejandro Pierola Robbie Venter | Vittorio Magnelli Franco Merlone Gianluca Rinaldini Huub van Boeckel |
| 7 settembre  | Messina Challenger Messina, Italia Terra rossa $50.000 Singolare - Doppio     | Mario Martinez 6–4, 7–5                       | Robbie Venter                      | Brent Pirow Corrado Barazzutti  | Gianni Marchetti Rory Chappell Gianluca Rinaldini Ferrante Rocchi    |
| 7 settembre  | Messina Challenger Messina, Italia Terra rossa $50.000 Singolare - Doppio     | Alejandro Pierola Belus Prajoux 3–6, 6–4, 7–6 | Mario Calautti Roberto Calautti    | Brent Pirow Corrado Barazzutti  | Gianni Marchetti Rory Chappell Gianluca Rinaldini Ferrante Rocchi    |
| 21 settembre | Layetano Challenger Barcellona, Spagna Terra rossa $75.000 Singolare - Doppio | José García Requena 6–1, 6–7, 7–5             | Mark Dickson                       | Eduardo Osta Juan Avendaño      | Diego Pérez Roberto Vizcaíno Jan Van Langendonck Gabriel Urpi        |
| 21 settembre | Layetano Challenger Barcellona, Spagna Terra rossa $75.000 Singolare - Doppio | Gonzalo Nunez Hugo Nunez 6–4, 7–5             | Rory Chappell John Van Nostrand    | Eduardo Osta Juan Avendaño      | Diego Pérez Roberto Vizcaíno Jan Van Langendonck Gabriel Urpi        |
| 29 settembre | Athens Challenger Atene, Grecia Terra rossa $75.000 Singolare - Doppio        | Vincent Van Patten 7–5, 6–4                   | Zoltán Kuhárszky                   | Erick Iskersky Leo Palin        | Bernhard Pils Thomas Högstedt John Feaver Per Hjertquist             |
| 29 settembre | Athens Challenger Atene, Grecia Terra rossa $75.000 Singolare - Doppio        | Vincent Van Patten Nels Van Patten 7–6, 7–6   | Nanad Ilekovlc George Kalovelonis  | Erick Iskersky Leo Palin        | Bernhard Pils Thomas Högstedt John Feaver Per Hjertquist             |

### Ottobre
Nessun evento

### Novembre
| Settimana   | Torneo                                                                         | Vincitore                                  | Finalista                 | Semifinalisti                  | Eliminati ai quarti                                          |
| ----------- | ------------------------------------------------------------------------------ | ------------------------------------------ | ------------------------- | ------------------------------ | ------------------------------------------------------------ |
| 16 novembre | Benin City Challenger Benin City, Nigeria Cemento €42.500+H Singolare - Doppio | Haroon Ismail 7–5, 6–4, 6–3                | Nduka Odizor              | Gonzalo Nunez Richard Lewis    | Amani Jumatano Andrew Jarrett Arthur Anastopoulo Jeremy Dier |
| 16 novembre | Benin City Challenger Benin City, Nigeria Cemento €42.500+H Singolare - Doppio | Andrew Jarrett Richard Lewis 6–3, 6–4, 7–5 | Jeremy Dier Haroon Ismail | Gonzalo Nunez Richard Lewis    | Amani Jumatano Andrew Jarrett Arthur Anastopoulo Jeremy Dier |
| 30 novembre | Bahia Challenger Salvador, Brasile Terra rossa €42.500+H Singolare - Doppio    | Pat Du Pré 5–7, 7–6, 6–4                   | João Soares               | José López-Maeso Damir Keretić | Mel Purcell Givaldo Barbosa Jimmy Arias Claudio Panatta      |
| 30 novembre | Bahia Challenger Salvador, Brasile Terra rossa €42.500+H Singolare - Doppio    | Carlos Kirmayr Cássio Motta 7–6, 6–4       | Pat Du Pré Mel Purcell    | José López-Maeso Damir Keretić | Mel Purcell Givaldo Barbosa Jimmy Arias Claudio Panatta      |

### Dicembre
| Settimana  | Torneo                                                                    | Vincitore                                | Finalista                 | Semifinalisti               | Eliminati ai quarti                                   |
| ---------- | ------------------------------------------------------------------------- | ---------------------------------------- | ------------------------- | --------------------------- | ----------------------------------------------------- |
| 6 dicembre | Brisbane Challenger Brisbane, Australia Erba €42.500+H Singolare - Doppio | Chris Johnstone 6–4, 6–4                 | Phil Dent                 | Cliff Letcher Matt Mitchell | Bruce Derlin Andy Andrews Steve Meister David Mustard |
| 6 dicembre | Brisbane Challenger Brisbane, Australia Erba €42.500+H Singolare - Doppio | Chris Johnstone Craig A. Miller 6–4, 7–5 | Brad Drewett Warren Maher | Cliff Letcher Matt Mitchell | Bruce Derlin Andy Andrews Steve Meister David Mustard |